# Ullsundholmane
Ullsundholmane est une île norvégien du comté de Hordaland appartenant administrativement à Os.

## Description
Rocheuse et couverte d'arbres, elle s'étend sur environ 106 m de longueur pour une largeur approximative de 76 m. Elle compte une habitation.